# Campeonato da Europa de Atletismo de 2020
O XXV Campeonato da Europa de Atletismo ia celebrar-se em Paris (França) entre a 26 e a 30 de agosto de 2020 baixo a organização da Associação Europeia de Atletismo (AEA) e a Federação Francesa de Atletismo. Mas devido à pandemia de COVID-19 o evento foi cancelado.